# Tetragoneura vogeli
Tetragoneura vogeli är en tvåvingeart som beskrevs av Edwards 1932. Tetragoneura vogeli ingår i släktet Tetragoneura och familjen svampmyggor. Inga underarter finns listade i Catalogue of Life.